# Orchamps-Vennes
Pour les articles homonymes, voir Orchamps (homonymie).
Orchamps-Vennes est une commune française située dans le département du Doubs, en Franche-Comté, dans la région administrative Bourgogne-Franche-Comté. Elle fait partie du canton de Valdahon et de la communauté de communes des Portes du Haut-Doubs.
La commune comptait 2 180 habitants en 2022. Ses habitants sont appelés les Oricampiens et Oricampiennes.

## Géographie

### Climat
Pour des articles plus généraux, voir Climat de la Bourgogne-Franche-Comté et Climat du Doubs.
En 2010, le climat de la commune est de type climat de montagne, selon une étude du Centre national de la recherche scientifique s'appuyant sur une série de données couvrant la période 1971-2000. En 2020, Météo-France publie une typologie des climats de la France métropolitaine dans laquelle la commune est exposée à un climat de montagne ou de marges de montagne et est dans la région climatique  Jura, caractérisée par une forte pluviométrie en toutes saisons (1 000 à 1 500 mm/an), des hivers rigoureux et un ensoleillement médiocre.
Pour la période 1971-2000, la température annuelle moyenne est de 7,9 °C, avec une amplitude thermique annuelle de 16,7 °C. Le cumul annuel moyen de précipitations est de 1 394 mm, avec 13,1 jours de précipitations en janvier et 11,5 jours en juillet. Pour la période 1991-2020, la température moyenne annuelle observée sur la station météorologique de Météo-France la plus proche, « Pierrefontaine », sur la commune de Pierrefontaine-les-Varans à 9 km à vol d'oiseau, est de 8,8 °C et le cumul annuel moyen de précipitations est de 1 376,5 mm. 
La température maximale relevée sur cette station est de 39,3 °C, atteinte le 31 juillet 1983 ; la température minimale est de −31,9 °C, atteinte le 9 janvier 1985,,.
Les paramètres climatiques de la commune ont été estimés pour le milieu du siècle (2041-2070) selon différents scénarios d'émission de gaz à effet de serre à partir des nouvelles projections climatiques de référence DRIAS-2020. Ils sont consultables sur un site dédié publié par Météo-France en novembre 2022.

## Urbanisme

### Typologie
Au 1er janvier 2024, Orchamps-Vennes est catégorisée bourg rural, selon la nouvelle grille communale de densité à 7 niveaux définie par l'Insee en 2022.
Elle est située hors unité urbaine et hors attraction des villes,.

### Occupation des sols
L'occupation des sols de la commune, telle qu'elle ressort de la base de données européenne d’occupation biophysique des sols Corine Land Cover (CLC), est marquée par l'importance des territoires agricoles (61,3 % en 2018), en diminution par rapport à 1990 (62,2 %). La répartition détaillée en 2018 est la suivante : 
prairies (42,4 %), forêts (32,7 %), zones agricoles hétérogènes (18,9 %), zones urbanisées (6 %). L'évolution de l’occupation des sols de la commune et de ses infrastructures peut être observée sur les différentes représentations cartographiques du territoire : la carte de Cassini (XVIIIe siècle), la carte d'état-major (1820-1866) et les cartes ou photos aériennes de l'IGN pour la période actuelle (1950 à aujourd'hui).

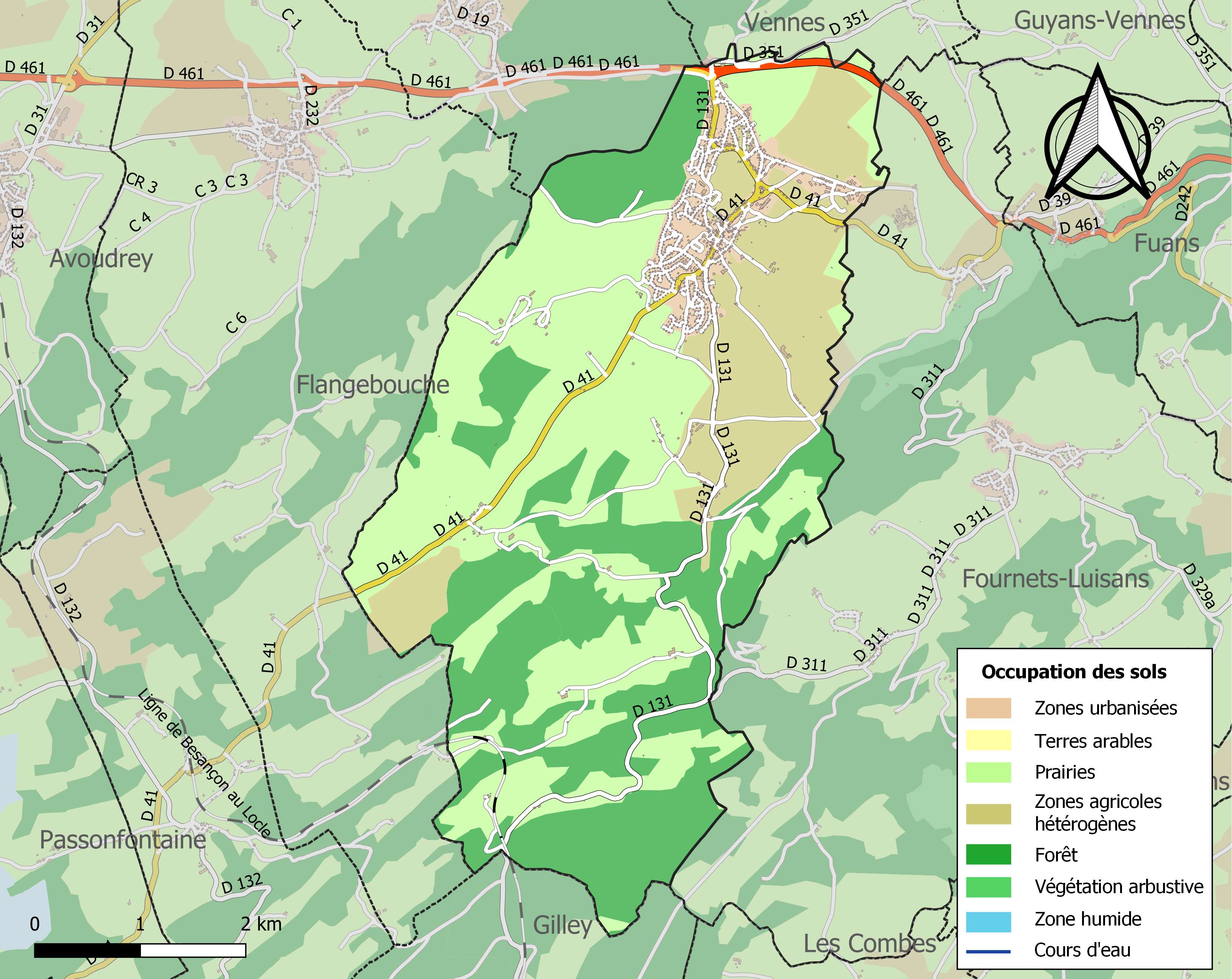
Carte des infrastructures et de l'occupation des sols de la commune en 2018 (CLC).

## Toponymie
Orchens en 1139 ; Orchans en Vennes en 1243 ; Orchens in valle de Vennes en 1283 ; Ouchamps en 1614 ; Orchamps en 1618 ; Orchamps en Vennes en 1688.
Vennes est un toponyme désignant un pâturage marécageux, du latin vena (canal, source), de "vanne" « retranchement construit dans une rivière pour fermer le passage aux poissons ».

## Histoire
Le livre de l'abbé Narbey, alors prêtre au petit séminaire de consolation, et paru en 1868 sous le nom de Les hautes montagnes du Doubs entre Morteau, Le Russey, Belvoir et Orchamps-Vennes, nous conte toute la vie de la contrée.
Le val de Vennes doit son histoire au temps les plus reculés, à proximité d'Orchamps-Vennes se trouve la roche Barchey, c'est-à-dire en celtique la roche percée. Une caverne s'ouvre au centre de l'esplanade et va déboucher à plus de vingt pieds au-dessous, en face d'une roche pyramidale, fort semblable à un menhir, ou pierre dressée, objet de vénération des Gaulois. Des rigoles taillées de main d'homme, sur le roc vif, conduisent en serpentant du côté de cette espèce de menhir, qui est élevé d'environ six mètres, et présente des entailles ou escaliers informes, par lesquels on peut monter au sommet. Les traditions du pays placent en cet endroit des réunions de sorciers, qui depuis des siècles y auraient tenu le sabbat ; ce qui est, au rapport des chercheurs, un souvenir de quelque vieille superstition des druides. Beaucoup d'historiens ont signalé la prédiction des Gaulois pour les roches percées, s'ils ont laissé des traces de leur passage à Barschey, apparemment ils y vinrent offrir des sacrifices à Pluton qui était une divinité particulièrement chère à leurs yeux. Les vieux murs qui sont là, indiquent des travaux du Xe ou du XIe siècle, et peut-être une tour du haut de laquelle on surveillait les Sarrasins fixés sur la montagne voisine.
Le val de Vennes, par sa population, ses églises et ses châteaux, pouvait donc bien attirer les regards au milieu du Xe siècle. Les Sarrasins, quand ils inondèrent la province en 938, ne manquèrent pas d'y affluer par le chemin de la Séquanie à Avenches et à Neuchâtel, et d'y promener la dévastation. Leur but n'était pas seulement de ravager la contrée, ils voulaient s'y établir en maîtres pour en faire une de leurs principautés, comme l'étaient devenues les provinces de l'Espagne. Après s'être emparés des positions importantes, ils y élevèrent des forteresses pour les opposer aux forteresses des Burgondes. Le prince Conrad de Bourgogne s'était résigné à traiter avec eux, face à leur nombre et à leur puissance. Il les reconnaissait légitimes propriétaires des domaines et des places qu'ils avaient occupés. Ils lui payaient cependant annuellement un léger tribut.
Pour dominer le passage important de la vallée de Vennes, ils construisirent à grands frais ou agrandirent la citadelle du bois de Montallo, au sud-ouest d'Orchamps. Si l'on en juge par ses décombres, elle avait des proportions considérables. Elle présentait au sud-est un front de murailles d'environ cent mètres d'étendue, et était entourée de fossés profonds, sauf au nord ou à l'ouest, où la pente abrupte de la montagne en pouvait tenir lieu. La tour principale qui regardait le sud-ouest, avait vingt mètres de circuit, et surveillait le chemin des Edges, aujourd'hui chemin des Âges. Cette forteresse subsista pendant trois cents ans sous le nom de château sarrasin, que lui a conservé la tradition populaire. Elle était à peine éloignée d'une lieue du château de Vennes, que les Sarrasins devaient tenir en échec. Au commencement du XIIIe siècle, le château sarrasin ou de Montallo, n'avait plus ses chevaliers. Trois prétendants se le disputèrent : Amédée III de Montfaucon, possesseur des terres et du château de Cicon ; les sires de Vennes, divisés en plusieurs familles toutes fixées dans l'ancienne forteresse ; et Huont de Belvoir, qui tenait de l'abbaye d'Agaune différents fiefs dans la vallée de Vennes et qui avait élevé l'imposante citadelle de Belvoir. Cette si belle place de guerre qu'était le château sarrasin inquiétait ces trois prétendants, les compétiteurs rasèrent d'un commun accord la forteresse en litige, et rassemblés à Vennes signèrent un traité de paix, charte de 1238, en vertu duquel personne ne pouvait la relever ni en bâtir d'autres dans la vallée. Les murailles qui avaient abrité les Sarrasins furent donc abattues, et les ruines redisent encore aujourd'hui combien leur nom était redoutable dans la contrée.
Orchamps avait son église avant 910, comme la plupart des bourgs importants qui appartenaient à l'abbaye d'Agaune ; peut-être même antérieurement au prieuré d'Eysson, c'est-à-dire avant les premières années du VIIIe siècle. L'abbaye de Saint-Paul de Besançon et Pierre de Domprel s'en disputaient la possession au commencement du XIIe siècle, ce qui suppose d'anciens fondateurs dont les droits étaient déjà perdus, et la fait remonter au temps où l'abbaye de Saint-Maurice en Valais était seule maîtresse dans ces contrées, c'est-à-dire au-delà de l'invasion des Sarrasins.
La commune devint probablement la « capitale » du Val de Vennes dès le début du XVIe siècle parce que les notables s’y installèrent. L'église aujourd'hui magnifiquement restaurée attire, avec le Chemin de croix de Gabriel Saury, de très nombreux visiteurs.
À ce jour, tous les services d'un village centre sont présents, ainsi qu’une très forte vie associative.

## Héraldique
| Blason de Orchamps-Vennes | Blason  | Coupé: au 1er parti au I: d'argent au sapin de sinople; au II: d'argent semé de billettes de sinople chargé d'un lion couronné d'or; au 2e d'argent au mur ouvert du même maçonné de sable. |
| Blason de Orchamps-Vennes | Détails | Le statut officiel du blason reste à déterminer. |

## Politique et administration

### Liste des maires
| Période   | Période   | Identité                     | Étiquette | Qualité |
| --------- | --------- | ---------------------------- | --------- | --- |
| mai 1953  | mars 1977 | Auguste Vernerey (1924-2014) | RPR       | Agriculteur Conseiller général de Pierrefontaine-les-Varans (1979 → 1992)                                                 |
| mars 1977 | mars 2001 | Eugène Viennet, (1936-2017)  |           | Boulanger, ancien chef de corps des sapeurs-pompiers                                                                      |
| mars 2001 | mai 2011  | Jean-François Pourcelot      | SE        | Exploitant laitier Vice-président de la CC des Portes du Haut-Doubs Démissionnaire                                        |
| mai 2011  | juin 2023 | Thierry Vernier              | DVD       | Professeur Conseiller départemental de Valdahon (2015 → ) Vice-président de la CC des Portes du Haut-Doubs Démissionnaire |
| juin 2023 | En cours  | Marina Tassetti              |           | Ancienne deuxième adjointe                                                                                                |

## Démographie
L'évolution du nombre d'habitants est connue à travers les recensements de la population effectués dans la commune depuis 1793. Pour les communes de moins de 10 000 habitants, une enquête de recensement portant sur toute la population est réalisée tous les cinq ans, les populations de référence des années intermédiaires étant quant à elles estimées par interpolation ou extrapolation. Pour la commune, le premier recensement exhaustif entrant dans le cadre du nouveau dispositif a été réalisé en 2008.

En 2022, la commune comptait 2 180 habitants, en évolution de +2,16 % par rapport à 2016 (Doubs : +1,88 %, France hors Mayotte : +2,11 %).
| 1793 | 1800 | 1806 | 1821 | 1831 | 1836 | 1841 | 1846 | 1851 |
| ---- | ---- | ---- | ---- | ---- | ---- | ---- | ---- | ---- |
| 730  | 771  | 813  | 808  | 851  | 932  | 963  | 964  | 947  |

| 1856 | 1861  | 1866  | 1872  | 1876  | 1881 | 1886 | 1891 | 1896 |
| ---- | ----- | ----- | ----- | ----- | ---- | ---- | ---- | ---- |
| 975  | 1 046 | 1 051 | 1 011 | 1 001 | 997  | 934  | 865  | 890  |

| 1901 | 1906 | 1911 | 1921 | 1926 | 1931 | 1936 | 1946 | 1954  |
| ---- | ---- | ---- | ---- | ---- | ---- | ---- | ---- | ----- |
| 895  | 895  | 934  | 948  | 908  | 940  | 967  | 993  | 1 048 |

| 1962  | 1968  | 1975  | 1982  | 1990  | 1999  | 2006  | 2008  | 2013  |
| ----- | ----- | ----- | ----- | ----- | ----- | ----- | ----- | ----- |
| 1 081 | 1 159 | 1 285 | 1 417 | 1 497 | 1 601 | 1 776 | 1 826 | 1 972 |

| 2018  | 2022  | - | - | - | - | - | - | - |
| ----- | ----- | - | - | - | - | - | - | - |
| 2 124 | 2 180 | - | - | - | - | - | - | - |

## Lieux et monuments
- Porteuse d'eau de Pascal Coupot. Scellée au sol à côté de la fontaine, sur la place du village (1997).
- Église St-Pierre-et-St-Paul : l'église date du XVIe siècle et son clocher-porche du XIXe . Elle contient un chemin de croix exécuté entre 1947 et 1946 par le sculpteur comtois Gabriel Saury[25],[26]. Les stations sont représentées de façon très explicites, ce qui a entraîné une interdiction par le Saint-Office de 1955 à 1970. L'ensemble du chemin de croix est inscrit en 2022, en tant qu'objet[27].
- Monument aux morts, grande rue ; ensemble élevé composé de 3 éléments à colonnes avec à son sommet une Victoire ailée debout sur un globe terrestre, brandissant une couronne de lauriers.

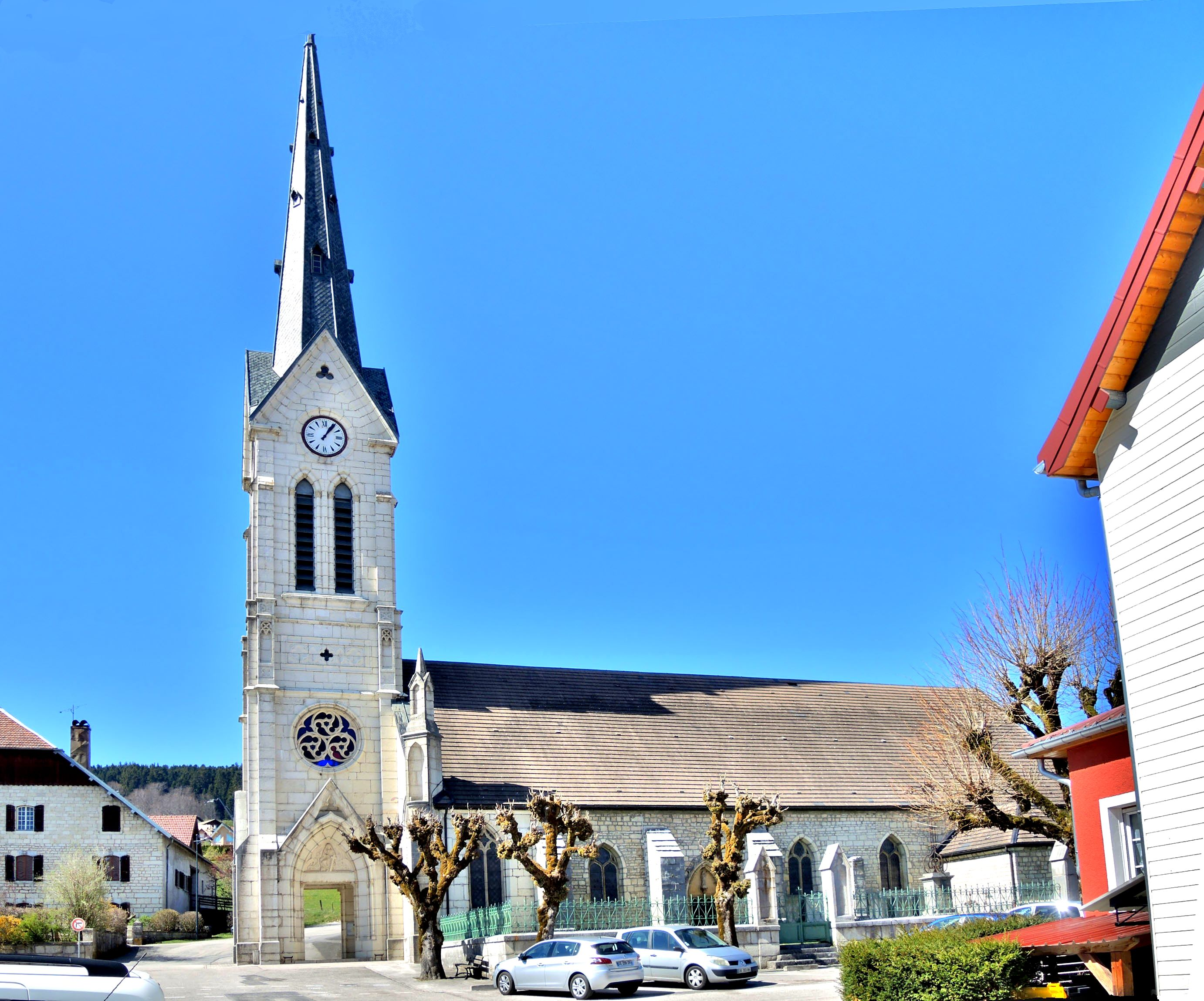
Église.
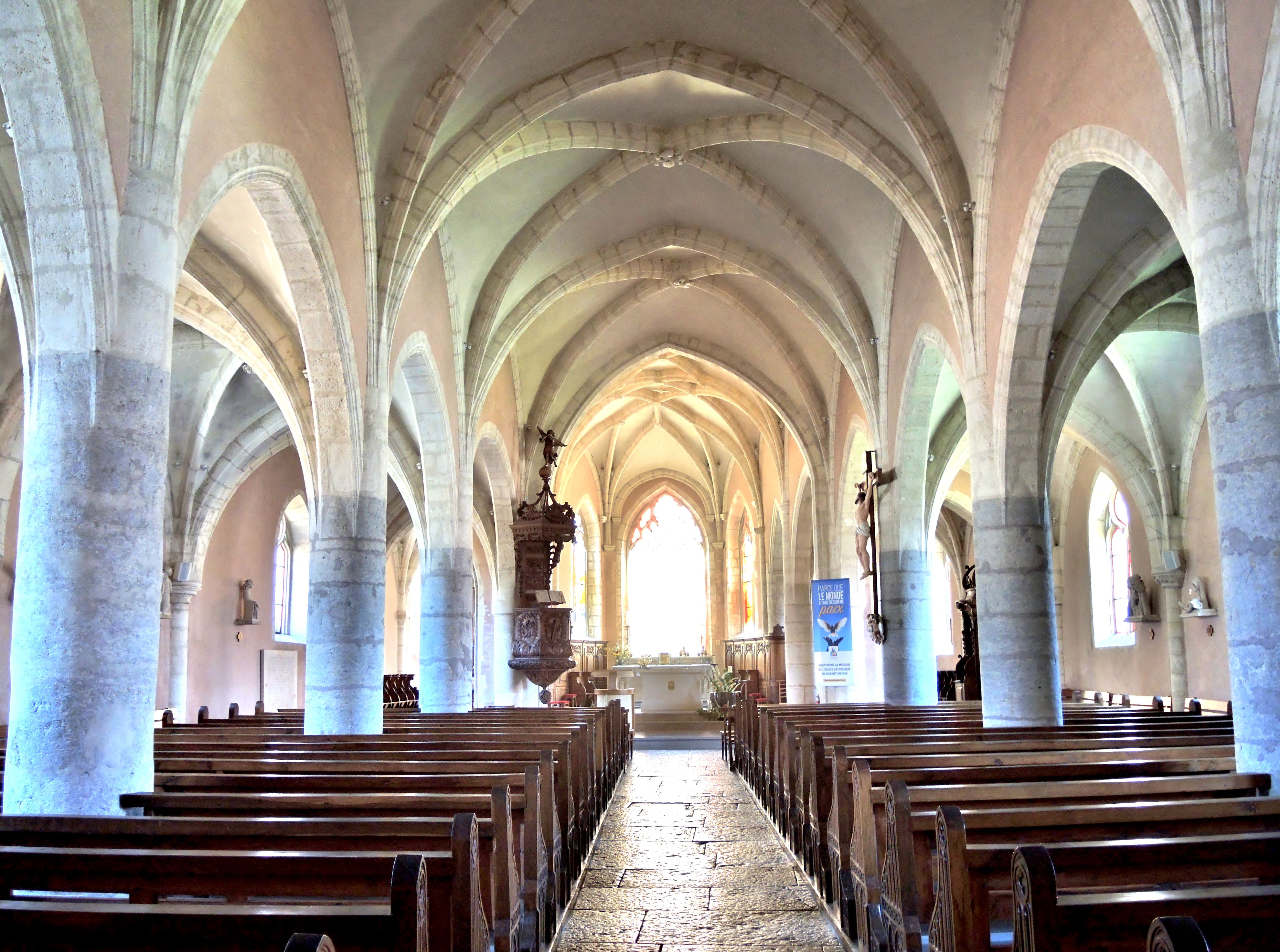
Nef de l'église.
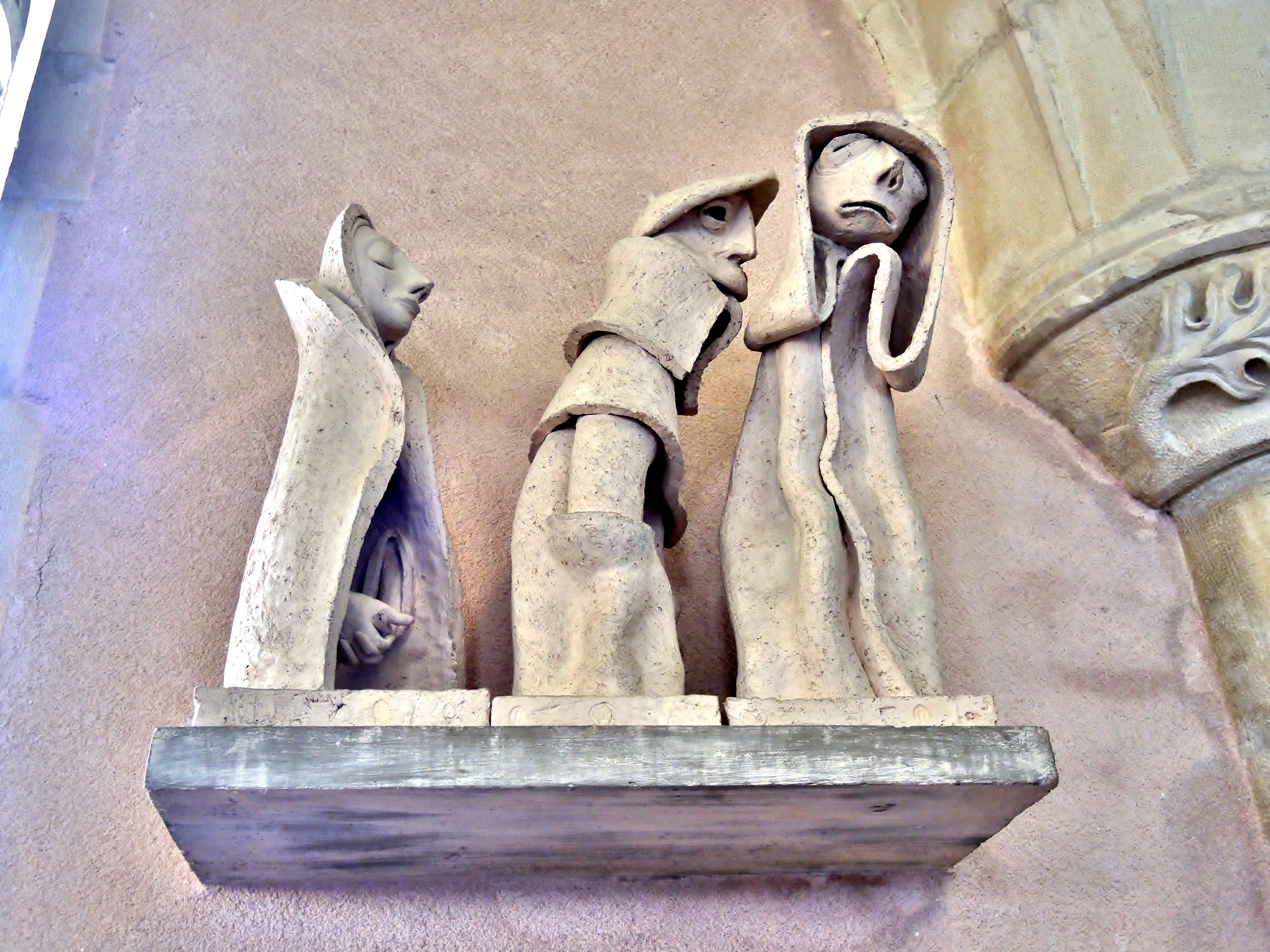
Quatorziéme station du chemin de croix de Gabriel Saury.
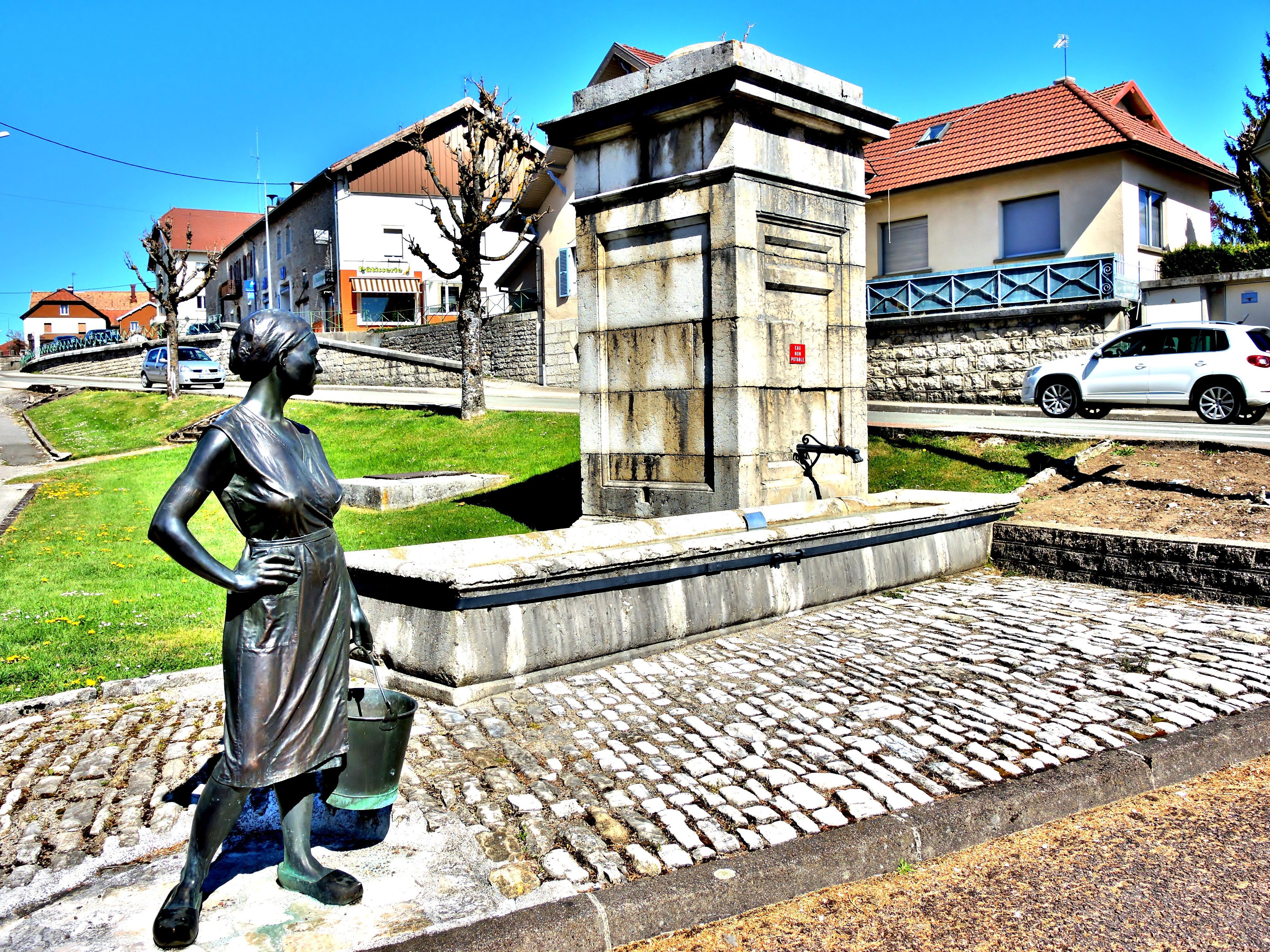
Fontaine et Porteuse d'eau.
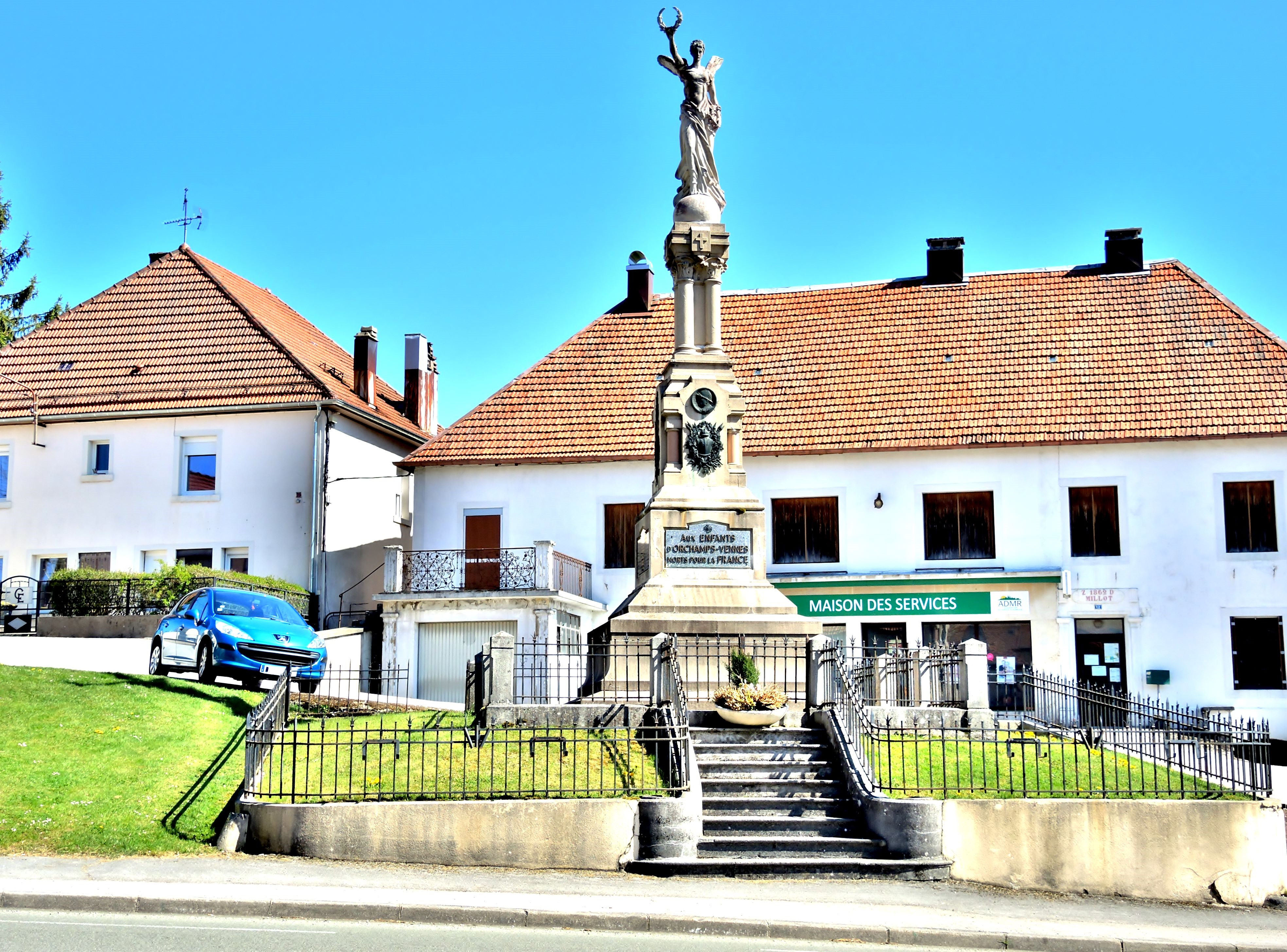
Monument aux morts.

## Personnalités liées à la commune
- Pierre François Guilloz[28], né à Orchamps-Vennes en 1720, mort à Orchamps-Vennes le 24 mai 1792, curé d'Orchamps, député du clergé aux Etats généraux pour le bailliage de Dôle.
- Pierre-Étienne Monnot, sculpteur né à Orchamps-Vennes
- Albert Lebrun (président de la République de 1932 à 1940)
- Pierre-Joseph Briot (1771-1827), révolutionnaire né sur la commune.
- Léandre Pourcelot
- Louis Pergaud